# Pouzolzia guineensis
Pouzolzia guineensis är en nässelväxtart som beskrevs av George Bentham. Pouzolzia guineensis ingår i släktet Pouzolzia och familjen nässelväxter. Utöver nominatformen finns också underarten P. g. madagascariensis.